# Gayatri Iyer
Gayatri Iye (ahora Ganjawala; n. 1985 en Lucknow, India) es una cantante de playback o reproducción india, principalmente en Bollywood. 
Gayatri es la esposa de Kunal Ganjawala, un exitoso cantante de playback indio. Ella se graduó en el prestigioso Instituto Indio de Lucknow (IIML) en 2001. después en el prestigioso Indian Institute of Management (IIM), se estableció como líder en la producción de Bollywood. Una de sus canciones más conocidas es "My Dil Goes Mmmm" de Namaste Salaam.

## Discografía
- Gulabi (May 1995)
- Loafer (9 de junio de 1996)
- Muqaddar (12 de julio de 1996)
- Daanveer (20 de septiembre de 1996)
- Insaaf (30 de mayo de 1997)
- Chura Liyaa Hai Tumne (21 de marzo de 2003)
- Ek Aur Ek Gyarah: (28 de marzo de 2003)
- Bhoot (30 de mayo de 2003)
- Chupke Se (12 de septiembre de 2003)
- Rudraksh (13 de febrero de 2004)
- Kismat (20 de febrero de 2004)
- Silence Please - The Dressing Room (9 de abril de 2004)
- Masti (9 de abril de 2004)
- Dhoom (27 de agosto de 2004)
- Dil Ne Jise Apna Kahaa (10 de septiembre de 2004)
- Bride and Prejudice (8 de octubre de 2004)
- Naach (12 de noviembre de 2004)
- Hulchul (26 de noviembre de 2004)
- Elaan (14 de enero de 2005)
- Jurm (18 de febrero de 2005)
- Kyaa Kool Hai Hum (6 de mayo de 2005)
- Black (2005)
- Salaam Namaste (9 de septiembre de 2005)
- Dil Jo Bhi Kahey (23 de septiembre de 2005)
- Kasak (30 de septiembre de 2005)
- Ladies Tailor (7 de julio de 2006)
- Alag (16 de junio de 2006)
- Anthony Kaun Hai? (4 de agosto de 2006)
- Honeymoon Travels Pvt. Ltd. (23 de febrero de 2007)
- Aadavari Matalaku Ardhalu Verule(2007)
- Raqeeb
- Roadside Romeo (2008)
- Tum Hi To Ho (2011)
- Ammaa ki boli (2012)